# Robert Kerman
Robert Charles Kerman, conosciuto anche come Richard Bolla (New York, 16 dicembre 1947 – New York, 27 dicembre 2018), è stato un attore e attore pornografico statunitense.
Principalmente noto come interprete in film di genere pornografico, nel corso della sua carriera si è distinto anche in ruoli tradizionali soprattutto in Italia, dove è stato protagonista di alcuni dei più celebri cannibal movie degli anni ottanta quali Cannibal Holocaust, Mangiati vivi! e Cannibal Ferox.

## Biografia

### Carriera pornografica
Vincitore del premio Adult Film Association of America come miglior attore non protagonista nel 1982 per il film Outlaw Ladies, Robert Kerman fu candidato due volte agli AVN Awards rispettivamente nel 1985 e nel 1986 per il film Great Sexpectations, nella categoria miglior attore non protagonista.
Per le sue performance attoriali nel 1984 ottenne il premio Critics' Adult Film Awards come miglior attore non protagonista per l'opera The Devil in Miss Jones Part II. Nel 1997 fu inserito nella Hall of Fame degli AVN Awards, mentre dal 2008 era membro della XRCO Hall of Fame, nella categoria pionieri.

### Morte
Afflitto per molti anni dal diabete, Robert Kerman si spense il 27 dicembre 2018 all'età di 71 anni.

## Filmografia

### Tradizionale

Janet Agren e Robert Kerman in un frammento del film Mangiati vivi!.

#### Cinema
- Goodbye amore mio! (The Goodbye Girl), regia di Herbert Ross (1977)
- Blue Nude, regia di Luigi Scattini (1978)
- The Fur Trap (1978)
- Concorde Affaire '79, regia di Ruggero Deodato (1979)
- Airport '80 (The Concorde ... Airport '79), regia di David Lowell Rich (1979)
- Cannibal Holocaust, regia di Ruggero Deodato (1980)
- Mangiati vivi!, regia di Umberto Lenzi (1980)
- Cannibal Ferox, regia di Umberto Lenzi (1981)
- Experiences (Manhattan Mistress), regia di Joe Davian (1981)
- L'ora che uccide (The Clairvoyant), regia di Armand Mastroianni (1982)
- Mission Hill, regia di Robert Jones (1982)
- La maschera della morte (Death Mask), regia di Richard Friedman (1984)
- Dimensione terrore (Night of the Creeps), regia di Fred Dekker (1986)
- Senza via di scampo (No Way Out), regia di Roger Donaldson (1987)
- Men Under Water, regia di Douglas Morse (1998)
- Spider-Man, regia di Sam Raimi (2002)

#### Televisione
- Hunter – serie TV, episodio 2x12 (1984)
- Hill Street giorno e notte (Hill Street Blues) – serie TV, episodio 6x03 (1985)
- Simon & Simon – serie TV, episodi 4x20-5x09 (1985)
- New York New York (Cagney & Lacey) – serie TV,  episodio 7x02 (1987)
- Max Headroom – serie TV,  episodio 2x08 (1988)
- The Dark Side of Porn  – serie TV, episodio 1x03 (2005)

#### Cortometraggi
- Vic, regia di Sage Stallone (2006)

### Pornografica

#### Cinema
- Quella viziosa di mia moglie (Anyone But My Husband) (1975)
- Innocent Girl (1975) – (non accreditato)
- Virgin Snow (1976)
- Manhattan Prostitution (1976) – (non accreditato)
- Blowdry (1976)
- Gums (1976)
- Come with Me My Love (1976) – (non accreditato)
- The Honey Cup (1976)
- Sharon in the Rough (1976)
- Salon for Seduction (1976)
- Master and His Ladies (1976)
- Blonde Velvet (1976)
- Intimidation (1977)
- L'altro vizio di una bocca (A Woman's Torment) (1977) – (non accreditato)
- The Trouble with Young Stuff (1977)
- Odyssex - L'impero dei piaceri sessuali (Odyssey: The Ultimate Trip) (1977)
- Hot Wives (1977)
- Superlady (1977)
- Punk Rock (1977)
- Goduria carnale (Inside Jennifer Welles) (1977)
- Breaker Beauties (1977)
- Vieni... vieni con me... (Lustful Feelings) (1977)
- Heat Wave (1977)
- Joy (1977)
- Teenage Pajama Party (1977)
- Labbra di Vanessa (Joint Venture) (1977) – (non accreditato)
- The Night Bird (1977) – (non accreditato)
- Prey of a Call Girl (1977)
- Honeymoon Haven (1977)
- Command Performance (1977)
- La candida erotica Lily (Dirty Lily) (1978)
- Le pornosorelle (From Holly with Love) (1978) – (non accreditato)
- The Love Couch (1978)
- Chorus Call (1978)
- Descendence of Grace (1978)
- A Girl's Best Friend (1978)
- The Pussycat Ranch (1978)
- Carnal Games (1978)
- Slave of Pleasure (1978)
- Giochi maliziosi (Debbie Does Dallas) (1978)
- Bad Penny (1978)
- Skin-Flicks (1978)
- Quel dolce corpo di Fiona (Fiona on Fire) (1978)
- All About Gloria Leonard (1978)
- Way Down Deep (1978)
- The Last Sex Act (1978)
- Small Change (1978)
- Safari Club (1978)
- People (1978) – (non accreditato)
- Momenti blu (Woman in Love: A Story of Madame Bovary) (1978)
- Acting Out (1978)
- Mantidi in amore (Babylon Pink) (1979)
- More Than Sisters (1979)
- Quando l'amore non è perversione (Pleasure Palace) (1979)

- The Two Lives of Jennifer (1979)
- The Pink Ladies (1979)
- Satin Suite (1979)
- Lenny's Comeback (1979)
- Giochi bagnati (For Richer for Poorer) (1979)
- Fulfilling Young Cups (1979)
- The Good Girls of Godiva High (1980)
- The Budding of Brie (1980)
- Inside Seka (1980) – (non accreditato)
- Young, Wild and Wonderful (1980)
- Tramp (1980)
- Girls U.S.A. (1980)
- Blue Ecstasy in New York (1980)
- A Scent of Heather (1980)
- Blonde Ambition (1981)
- Alpha Blue - L'universo erotico di Gerard Damiano (The Satisfiers of Alpha Blue) (1981)
- Silky (1981)
- Oriental Madam (1981)
- Intimità proibite di... mia moglie (The Tiffany Minx) (1981)
- Little Darlin's (1981)
- Centerfold Fever (1981)
- Twilite Pink (1981)
- Sui marciapiedi di New York (Amanda by Night) (1981)
- Outlaw Ladies (1981)
- Interlude of Lust (1981)
- Delicious (1981)
- Debbie Does Dallas Part II (1981)
- Angel Buns (1981)
- American Desire (1981)
- House of Sin (1982)
- Indecent Exposure (1982)
- Foxtrot (1982)
- Society Affairs (1982)
- Center Spread Girls (1982)
- Twilight Pink II (The Erogenous Zone) (1982)
- The Starmaker (1982)
- The Playgirl (1982)
- The Devil in Miss Jones Part II (1982)
- Scoundrels (1982)
- Peepholes (1982)
- Oh Those Nurses! (1982)
- Liquid A$$ets (1982)
- The Widespread Scandals of Lydia Lace (1983)
- Una donna scandalosa (In Love) (1983)
- Alexandra... oltre i confini del sesso (Alexandra) (1983)
- Public Affairs (1983)
- Satisfactions (1983)
- Succulent (1983)
- Once Upon a Secretary (1983)
- Nasty Girls (1983)
- Mascara (1983)
- Eighth Erotic Film Festival (1983)
- Amore top secret (1983)
- Girls on Fire (1984)
- Viva Vanessa (1984)
- Trinity Brown (1984)
- The Woman Who Loved Men (1984)

- The Perfect Weekend (1984)
- Teach Me (1984)
- Sex Play (1984) – (non accreditato)
- One Night at a Time (1984)
- Office Fantasies (1984)
- Make Me Feel It! (1984)
- Long Hard Nights (1984)
- Hot Licks (1984)
- G-strings (1984)
- Great Sexpectations (1984)
- Give It to Me (1984)
- Girls of the Night (1984)
- Electric Blue 17 (1984)
- Electric Blue 18 (1984)
- Doctor Desire (1984)
- Corpi in vendita (Body Shop) (1984)
- Cherry Cheese Cake (1984)
- Centerfold Celebrities 4 (1984)
- Casino of Lust (1984)
- Burlexxx (1984)
- Blue Voodoo (1984) – (non accreditato)
- Bare Elegance (1984)
- Delirio di femmine viziose (Spitfire) (1985)
- Tower of Power (1985)
- Dear Fanny (1985)
- Taboo American Style 1: The Ruthless Beginning (1985)
- Vizi proibiti a Dallas (1985)
- The Lusty Adventurer (1985)
- Taboo American Style 2: The Story Continues (1985)
- Taboo American Style 3: Nina Says ' I'll Do It My Way, ' and Becomes an Actress (1985)
- Taboo American Style 4: The Exciting Conclusion (1985)
- Sky Pies (1985)
- Pleasure Island (1985)
- Perfection (1985)
- Naked Scents (1985)
- Lust at the Top (1985)
- Lorelei (1985)
- Looking for Love (1985)
- Hypnotic Sensations (1985)
- Hot Blooded (1985)
- Hindsight (1985)
- Glamour Girl 7 (1985)
- Flesh and Ecstasy (1985)
- Dangerous Stuff (1985)
- Corporate Assets (1985)
- Centerfold Celebrities 5 (1985)
- Come Candy perde l'innocenza (The Pleasures of Innocence) (1986)
- The Adventures of Rick Quick, Private Dick (1986)
- The Sweetest Taboo (1986)
- Deep Voyage (1986)
- Street Heat (1987)
- Men Who Love Huge Boobs (1988)
- Celebrity Presents Celebrity (1988)
- Where the Sun Never Shines (1990)

#### Televisione
- Electric Blue – serie TV, episodio 26 (1985)

## Riconoscimenti
- AFAA
  - 1982 – Miglior attore non protagonista per Outlaw Ladies

- Critics' Adult Film Awards (CAFA)
  - 1984 – Miglior attore non protagonista per The Devil in Miss Jones Part II

- AVN Awards
  - 1985 – Candidatura al miglior attore non protagonista per Great Sexpectations
  - 1986 – Candidatura al miglior attore non protagonista per Great Sexpectations

- AVN Hall of Fame
  - 1997 – Membro dell'AVN Hall of Fame

- XRCO Hall of Fame
  - 2008 – Membro della XRCO Hall of Fame